# Acosmium brachystachyum
Acosmium brachystachyum är en ärtväxtart som först beskrevs av George Bentham, och fick sitt nu gällande namn av Gennady Pavlovich Yakovlev. Acosmium brachystachyum ingår i släktet Acosmium och familjen ärtväxter. Inga underarter finns listade i Catalogue of Life.